# Wayne Blackshear
Wayne Fitzgerald Blackshear (ur. 11 lutego 1992 w Chicago) – amerykański koszykarz, występujący na pozycji rzucającego obrońcy.
W 2011 wystąpił w meczu gwiazd amerykańskich szkół średnich McDonald’s All-American. Został też zaliczony do I składu Parade All-American.
Przez kilka lat występował w letniej lidze NBA. Reprezentował San Antonio Spurs (2015) w Las Vegas i Salt Lake City oraz Charlotte Hornets (2016) w Orlando.
28 lipca 2020 został zawodnikiem Spójni Stargard. 15 października opuścił klub.

## Osiągnięcia
Stan na 23 listopada 2020, na podstawie, o ile nie zaznaczono inaczej..

### NCAA
- Mistrz[a]:
  - NCAA (2013)
  - turnieju konferencji:
    - Big East (2012, 2013)
    - American Athletic (2014)

  - sezonu regularnego konferencji:
    - Big East (2013)
    - American Athletic (2014)
- Uczestnik rozgrywek[a]:
  - NCAA Final Four (2012, 2013)
  - Elite 8 turnieju NCAA (2012, 2013, 2015)
  - Sweet 16 turnieju NCAA (2012–2015)
- Laureat Elite 89 Award (2013)
- Zaliczony do II składu Academic All-American (2015)